# FK Radnik Surdulica
Der FK Radnik Surdulica (vollständiger offizieller Name auf Serbisch: Фудбалски клуб Радник Сурдулица – ФК Радник Сурдулица, Fudbalski klub Radnik Surdulica – FK Radnik Surdulica), gewöhnlich Radnik Surdulica, meist kurz Radnik (deutsch: „Arbeiter“ bzw. „Der Arbeiter“), ist ein serbischer Fußballverein aus Surdulica. Dem am 1. Mai 1926 gegründeten Verein gelang in der Saison 2014/15 der Meisterschaftssieg der Prva liga und somit der erstmalige Aufstieg in die Super liga, die höchste Spielklasse im serbischen Fußball. Der Verein trägt seine Heimspiele im Gradski stadion Surdulica aus.